# Надененко, Сергей Иванович
Сергей Иванович Надененко (1899, Льгов — 1968, Москва) — советский учёный в области радиотехники, радиоинженер-новатор, доктор технических наук, профессор.

## Биография
В годы Гражданской войны С. И. Надененко принимал участие в боях в рядах Красной Армии, был дважды ранен. После демобилизации в 1922 году был командирован на учебу и в 1929 году окончил физико-математический факультет Московского университета. С 1928 года начал работать лаборантом Центральной лаборатории связи Наркомпочтеля (позднее ЦНИИС Наркомсвязи). В 1929—1932 годах принимал активное участие в строительстве Московского коротковолнового радиоцентра на Октябрьской радиостанции, где предложил и реализовал ряд ценных изобретений: высокочастотный фидерный вольтметр, оригинальную схему устройства «реактивного шунта» для настройки фидера на бегущую волну, автоматические фидерные коммутаторы.
В 1941—1943 годах участвовал в строительстве сверхмощной радиовещательной станции близ Куйбышева. Наряду с работой в ЦНИИС, где Наденко занимал должности от лаборанта до главного инженера, он с 1932 года вёл педагогическую работу в Институте инженеров связи.
После защиты кандидатской диссертации в 1940 году С. И. Надененко стал доцентом МЭИС, а впоследствии возглавил кафедру антенн и распространения радиоволн (1945—1952) и деканат факультета радиосвязи и радиовещания.

## Вклад в науку
В 1933 году С. И. Надененко в соавторстве с З. М. Хайкиным предложил антенну на кратные волны, получившую широкое распространение в практике КВ-радиосвязи. Схема фидерного устройства антенны на кратные волны сыграла большую роль в развитии диапазонных, а позже и телевизионных антенн. 
С. И. Надененко разработаны диапазонные многовибраторные антенны, основанные на принципе параллельного питания синфазных вибраторов, известные как диполь Надененко.

Диполь Надененко
1-вибратор; 2-линия питания; 3-изоляторы; 4-мачта с оттяжками; 5-земля

 Важнейшим достижением С. И. Надененко стало изобретение в 1937 г. диапазонной антенны — симметричного горизонтального вибратора большого диаметра с открытым двухпроводным фидером, известного теперь под названием диполя Надененко. Такая антенна имеет малое волновое сопротивление, из-за чего её входное сопротивление в широком диапазоне волн мало зависит от длины волны. Это обеспечивает хорошее согласование с питающим фидером более чем в двукратном диапазоне волн без перестройки. Эта антенна получила широкое распространение в профессиональной и специальной радиосвязи. 
С. И. Надененко — автор диапазонной остронаправленной антенны с апериодическим зеркалом. 
Значительную роль сыграли его работы в области средневолновых антенн.

## Премии и достижения
Автор свыше 40 научных работ, 12 авторских свидетельств и монографии «Антенны», в которой обобщены результаты его многолетней деятельности в области антенн.

## Семья
- Жена — Хава (Ева) Абрамовна Перлина (1905—1974), сестра поэта Елеазара Перлина (1899—1919). 
  - Дочь — Елена Сергеевна Новикова (1932—2002), инженер; её муж — Моисей Абрамович (Абрам-Хаимович) Згут (1917—2002), учёный-радиотехник и педагог, главный инженер Московского учебно-производственного центра вычислительной техники, автор учебных и популярных книг по радиотехнике.

## Работы
- Надененко С. И. Антенны. — М.: Государственное издательство литературы по вопросам связи и радио, 1959. — 552 с. (недоступная ссылка)